# Daitokuji-Nattō
Daitokuji-Nattō (jap. 大徳寺納豆) sind eine lokale Delikatesse (Chinmi) der japanischen Küche aus der Gegend um den Tempel Daitoku-ji in Kyōto. Es handelt sich um eine Art von Tera-Nattō, d. h. mit Kōji (Aspergillus oryzae) beimpfte und gesalzene Sojabohnen, die dann fermentiert werden.
Das Gericht geht der Legende nach auf den Priester und Rinzai-Zen-Meister Ikkyū Sōjun (1396–1481) zurück. Er wurde 1474 Abt des Tempelbezirkes Daitoku-ji im Norden Kyōtos und soll das aus China überlieferte Rezept an Schüler weitergegeben haben. Damals wurde die heutige Herstellerfirma Ikkyū gegründet.
Der gesamte Jahresbedarf muss Ende Juli innerhalb von wenigen Tagen hergestellt werden, wenn die Sonneneinstrahlung zum raschen Trocknen des Produktes an der sonst meist feuchten japanischen Luft ausreicht. Die Gesamtmenge originaler Daitokuji-Nattō ist daher sehr begrenzt, so dass diese etwa das Dreifache von vergleichbaren Produkten anderer Herkunft kosten.

## Herstellung
Gekochte Sojabohnenpaste und geröstetes Gerstenmehl werden mit Schimmelsporen (Kōji) der Art Aspergillus oryzae gemischt und zu ca. 2 cm großen Bällchen gerollt.
Diese lässt man in flachen Holzstiegen fermentieren, trocknet sie dann in der Sonne, legt sie in Salzlake ein und trocknet sie erneut. Danach werden sie zerkleinert und zu rosinenartigen Portionen geformt. Die gesamte Herstellung dauert ca. 3 Monate.
Ein ähnliches Produkt wird im Tempel Ikkyū-ji südlich von Kyōto hergestellt.